# پی‌تی‌سی لاستیکی

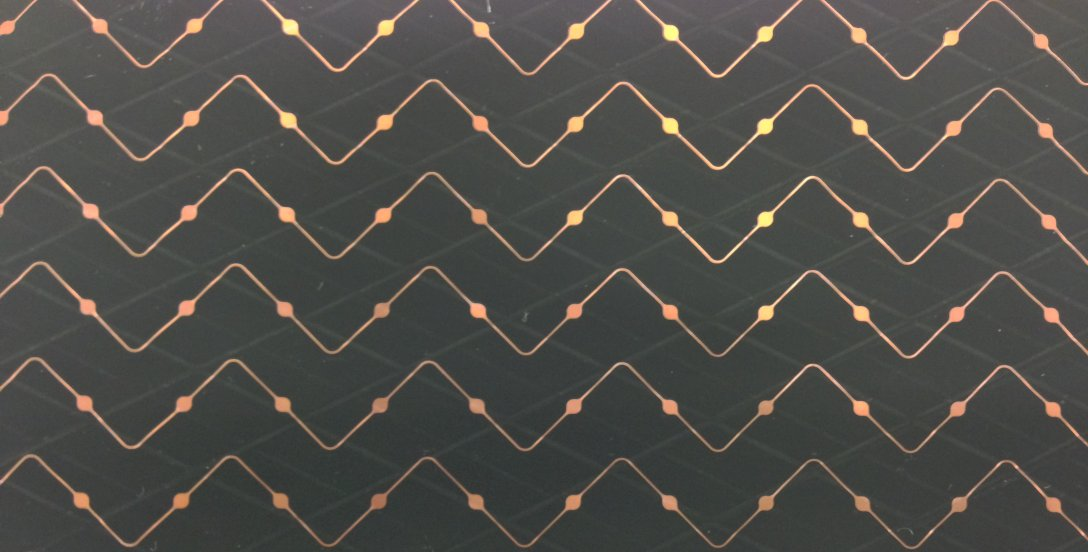
پی‌تی‌سی لاستیکی، ماده‌ای است که مقاومت آن با افزایش دما به‌طور تصاعدی تا دمایی که در آن جریان الکتریسیته را متوقف می‌کند، افزایش می‌یابد. بالاتر از این دما، ماده یک عایق الکتریکی است.

پی‌تی‌سی لاستیکی (به انگلیسی: PTC rubber) یک لاستیک سیلیکونی است که رسانایی الکتریسیته‌مندی با مقاومت‌ویژه را که با افزودن دما برای تمام دماها تا یک دمایی که آن مقاومت‌ویژه تا بی‌نهایت، به‌طور تصاعدی بزرگ می‌شود، افزایش می‌دهد. بالاتر از این دما، لاستیک پی‌تی‌سی یک عایق الکتریکی است. لاستیک پی‌تی‌سی از پلی‌دی‌متیل‌سیلوکسان (PDMS) بارگیری‌شده با نانوذرات کربن ساخته شده‌است. پی‌تی‌سی مخفف ضریب دمایی مثبت است.

## ویژگی‌ها
اگر قدرت میدان الکتریکی داخل ماده به اندازه کافی بزرگ باشد (معمولاً بزرگتر از ۳۰ ولت بر میلی‌متر)، نانوذرات کربن جریان اثر تونل‌زنی مکانیک کوانتومی را برای عبور از مواد ایجاد می‌کنند. سهم تعداد زیادی از جریان‌های کوچک اثر تونل‌زنی می‌تواند به جریان‌های ماکروسکوپی در محدوده آمپر سر جمع شود. اثر تونل‌زنی مکانیک کوانتومی در داخل ماده بسیار وابسته به دما است. جریان با افزایش دما به صورت تصاعدی کاهش می‌یابد. این بدان معنی است که مقاومت ماده با افزایش دما به‌طور تصاعدی افزایش می‌یابد. در یک دمای خاص جریان اثر تونل‌زنی مکانیک کوانتومی متوقف می‌شود. در دماهای بالاتر از این لاستیک پی‌تی‌سی یک عایق الکتریکی است و هیچ جریان الکتریکی نمی‌تواند از آن عبور کند. این دما را می‌توان درطول تولید لاستیک پی‌تی‌سی بین ۳۲ تا ۱۷۶ فارنهایت (۰ تا ۸۰ درجه سانتیگراد) تنظیم کرد. از این رو، لاستیک پی‌تی‌سی یک ماده پی‌تی‌سی با مشخصه‌های پی‌تی‌سی بسیار قوی است. در واقع، لاستیک پی‌تی‌سی قوی‌ترین اثر پی‌تی‌سی را در بین تمام مواد شناخته شده و در محدوده دمایی گسترده‌ای دارد. دارای خواص پی‌تی‌سی برای تمام دماها است.

## کاربردها
لاستیک پی‌تی‌سی را می‌توان به ورقه‌های نازک نورد کرد و با مس روکش کرد. این مس به نوبه خود به یک ولتاژ متصل می‌شود تا میدان الکتریکی را در داخل ماده، لازم برای ایجاد اثر تونل‌زنی، فراهم کند. ورق‌ها را می‌توان به هر شکل و اندازه ای درآورد.
ورق‌های لاستیکی پی‌تی‌سی را می‌توان به عنوان گرم‌کن‌های نازک انعطاف‌پذیر پی‌تی‌سی استفاده کرد. این گرم‌کن‌ها زمانی که سرد هستند توان بالایی را ارائه می‌دهند و به سرعت خود را تا دمای ثابت گرم می‌کنند و عملاً تحت تأثیر تغییرات شرایط محیطی در آنجا باقی می‌مانند. آنها می‌توانند با هر ولتاژی بین ۵ تا ۲۳۰ ولت ای‌سی یا دی‌سی تغذیه شوند.
مواد لاستیکی پی‌تی‌سی یک گرم‌کن خودتنظیم‌ساز است. در هر نقطه از گرم‌کن همان مقدار گرمایی تولید می‌کند که از گرم‌کن به جسمی که به آن متصل است و اطراف آن تابش می‌شود. نقطه به نقطه در تعادل گرمایی ثابت با محیط است. اندازه‌گیری توان تولید شده توسط گرم‌کن در واقع اندازه‌گیری انتقال گرما بین گرم‌کن و جسم است. از این رو می‌توان از آن به عنوان حسگر انتقال گرما استفاده کرد.